# نینا ویسلووا
نینا ویسلووا (روسی: Нина Геннадьевна Вислова؛ زادهٔ ۴ اکتبر ۱۹۸۶) بدمینتون‌باز اهل روسیه است.